# 15 octobre en sport
15 septembre 15 novembre
Chronologies thématiques
- Croisades
- Ferroviaires
- Disney

Le 15 octobre (288e jour de l'année ou le 289e en cas d'année bissextile) en sport.

## Événements

### XIXesiècle
- 1867 :
  - (Boxe) : Jem Mace doit défendre le Championnat anglais contre Ned O'Baldwin à Londres mais la rencontre est empêchée par les autorités. L'accès au ring devient impossible. Les partisans réagissent à la dernière interdiction quittant le Championnat anglais. Les compétitions de boxe en Grande-Bretagne sont effectivement suspendues jusqu'à la fondation du club sportif national en 1891[1].
- 1886 :
  - (Baseball) : 5e édition aux États-Unis du championnat de baseball de l'American Association. Les St. Louis Browns s’imposent avec 93 victoires et 46 défaites.

### XXesièclede1951à2000
- 1964 :
  - (Athlétisme) : l'Américain Bob Hayes bat le record du monde du 100 mètres, en réalisant un temps de 10 s 00 lors des Jeux olympiques à Tokyo.
- 1983 :
  - (Formule 1) : Grand Prix automobile d'Afrique du Sud.
- 1997 :
  - (Automobile) : à Black Rock Desert, Andy Green établit un nouveau record de vitesse terrestre : 1 227,99 km/h. Premier record supersonique (Mach 1,016).

### XXIesiècle
- 2015 :
  - (Boxe /Championnats du monde amateur) : au Qatar, le Français Tony Yoka devient champion du monde amateur des Super-Lourds (+91 kg), en battant aux points (3-0) le Kazakh Ivan Dychko. Il décroche par la même occasion sa qualification pour les Jeux de Rio de Janeiro 2016.
- 2017 :
  - (Tir à l'arc /Championnats du monde) : début de la 49e édition des Championnats du monde de tir à l'arc qui se déroulent à Mexico au Mexique jusqu'au 22 octobre 2017.
- 2020 :
  - (Cyclisme sur route /Tour d'Italie) : sur la 12e étape du Tour d'Italie qui se déroule entre Cesenatico et Cesenatico, sur une distance de 204 km, victoire de l'Équatorien Jhonatan Narváez. Le Portugais João Almeida conserve le maillot rose.

## Naissances

### XIXesiècle
- 1858 :
  - John L. Sullivan, boxeur américain. Champion du monde poids lourds de boxe de 1882 à 1892. († 2 février 1918).
- 1880 :
  - Herman Glass, gymnaste américain. Champion olympique des anneaux aux Jeux de Saint-Louis 1904. († 13 janvier 1961).
- 1892 :
  - József Nagy, footballeur puis entraîneur hongrois. Sélectionneur de l'équipe de Suède de 1924 à 1927. († 22 janvier 1963).
- 1898 :
  - Boughéra El Ouafi, athlète de fond français. Champion olympique du marathon aux Jeux d'Amsterdam 1928. († 18 octobre 1959).
- 1899 :
  - Adolf Brudes, pilote de course automobile Allemand. († 5 novembre 1986).

### XXesièclede1901à1950
- 1905 :
  - Angelo Schiavio, footballeur puis entraîneur italien. Médaillé de bronze aux Jeux d'Amsterdam 1928. Champion du monde de football 1934. (21 sélections en équipe nationale). († 17 avril 1990).
- 1919 :
  - Chuck Stevenson, pilote de course automobile américain. († 21 août 1995).
- 1921 :
  - Al Pease, pilote de course automobile canadien. († 4 mai 2014).
- 1929 :
  - Teodoro Zeccoli, pilote de course automobile d'endurance italien. († 6 mars 2018).
- 1935 :
  - Richard McTaggart, boxeur écossais. Champion olympique des -60 kg aux Jeux de Melbourne 1956 puis médaillé de bronze des -60 kg aux Jeux de Rome 1960. († 9 mars 2025).
  - Bobby Joe Morrow, athlète de sprint américain. Champion olympique du 100 et 200 m puis du relais ×100 m aux Jeux de Melbourne 1956. Détenteur du Record du monde du 100 mètres du 19 mai 1956 au 3 août 1956 et du Record du monde du relais 4 × 100 mètres du 1er décembre 1956 au 15 juillet 1961. († 30 mai 2020).
  - Willie O'Ree, hockeyeur sur glace canadien.
- 1940 :
  - Keith Hartley, basketteur canadien. (18 sélections en équipe nationale).
- 1945 :
  - Jim Palmer, joueur de baseball américain.

### XXesièclede1951à2000
- 1951 :
  - Roscoe Tanner, joueur de tennis américain. Vainqueur de l'Open d'Australie 1977, puis de la Coupe Davis 1981.
- 1953 :
  - Betsy Clifford, skieuse alpine canadienne. Champion du monde de ski alpin du géant 1970.
- 1954 :
  - Gabrio Rosa, pilote de course automobile italien.
  - Jean-Hervé Stiévenart, athlète français. († 27 juin 2022).
- 1955 :
  - Víctor Pecci, joueur de tennis paraguayen.
- 1958 :
  - Ron Anderson, basketteur américain.
- 1962 :
  - Mark Ring, joueur de rugby à XV gallois. Vainqueur du Tournoi des cinq nations 1988. (32 sélections en équipe nationale).
- 1966 :
  - Roberta Bonanomi, cycliste sur route italienne. Championne du monde de cyclisme sur route du contre la montre par équipes 1988. Victorieuse du Tour d'Italie féminin 1989.
- 1968 :
  - Didier Deschamps, footballeur puis entraîneur français. Champion du monde de football 1998. Champion d'Europe de football 2000. Vainqueur des Ligue des champions 1993 et 1996. (103 sélections en équipe de France). Sélectionneur de l'équipe de France depuis le 8 juillet 2012, Champion du monde football 2018. Vainqueur de la Ligue des nations 2021.
- 1969 :
  - Driss Maazouzi, athlète de demi-fond et de fond marocain puis français. Médaillé de bronze du 1 500m aux Mondiaux d'athlétisme 2001. Champion du monde d'athlétisme en salle du 1 500m 2003.
  - Dimitri Zhdanov, cycliste sur piste et sur route soviétique puis russe. Vainqueur du Tour de Suède 1990.
- 1970 :
  - Pernilla Wiberg, skieuse alpine suédoise. Championne olympique du géant aux Jeux d'Albertville 1992 et du combiné aux Jeux de Lillehammer 1994 puis médaillée d'argent de la descente aux Jeux de Nagano 1998. Championne du monde de ski alpin du slalom géant 1991, championne du monde de ski alpin du slalom et du combiné 1996 et championne du monde de ski alpin du combiné 1999.
- 1971 :
  - Andy Cole, footballeur anglais. Vainqueur de la Ligue des champions 1999. (15 sélections en équipe nationale).
  - Carla Qualtrough, nageuse handisport puis femme politique canadienne. Médaillée de bronze du relais 4 × 100 m 4 nages aux Jeux de Séoul 1988, et médaillée de bronze du relais 4 × 100 m nage libre et du relais 4 × 100 4 nages aux Jeux de Barcelone. Députée fédéral canadienne depuis 2015.
- 1972 :
  - Carlos Checa, pilote de vitesse moto puis de course automobile rallyes-raid espagnol. Champion du monde de Superbike 2011.
  - Fred Hoiberg, basketteur puis entraîneur américain.
  - Michél Mazingu-Dinzey, footballeur puis entraîneur germano-congolais. (33 sélections avec l'équipe de république démocratique du Congo). Sélectionneur de l'Équipe d'Antigua-et-Barbuda depuis 2019.
- 1973 :
  - Aleksandr Filimonov, footballeur et beach soccer soviétique puis russe. Champion du monde de beach soccer 2011. (16 sélections avec l'Équipe de Russie de football et 14 avec celle de beach soccer).
- 1975 :
  - Sérgio Dutra Santos, volleyeur brésilien. Champion olympique aux jeux d'Athènes 2004 et aux Jeux de Rio 2016 puis médaillé d'argent aux Jeux de Pékin 2008 et aux Jeux de Londres 2012. Champion du monde masculin de volley-ball 2002 et 2006. (142 sélections en équipe nationale).
- 1976 :
  - Elisa Aguilar, basketteuse espagnole. Championne d'Europe de basket-ball féminin 2013. (222 sélections en équipe nationale).
- 1977 :
  - Xavier Delarue, basketteur français.
  - David Trezeguet, footballeur franco-argentin. Champion du monde de football 1998. Champion d'Europe de football 2000. (71 sélections en équipe de France).
- 1978 :
  - Fouad Chouki, athlète de demi-fond et de fond marocain puis français.
  - Thibaut Vauchel-Camus, navigateur français.
- 1979 :
  - Hani Al Dhabit, footballeur omanais. (83 sélections en équipe nationale).
  - David Heinemeier Hansson, pilote de course automobile d'endurance et homme d'affaires danois.
- 1980 :
  - Tom Boonen, cycliste sur route belge. Champion du monde de cyclisme sur route en 2005 et champion du monde de cyclisme du contre-la-montre par équipes sur route 2012. Vainqueur du Tour de Belgique 2005, des Tours du Qatar 2006, 2008, 2009 et 2012, des Gand-Wevelgem 2004, 2011 et 2012, des Tours des Flandres 2005, 2006, et 2012, des Paris-Roubaix 2005, 2008, 2009 et 2012.
- 1981 :
  - Elena Dementieva, joueuse de tennis russe. Médaillée d'argent en simple aux Jeux de Sydney 2000 et championne olympique en simple aux Jeux de Pékin 2008. Victorieuse de la Fed Cup 2005.
  - Charles Gaines, basketteur américain.
  - Michaël Jeremiasz, joueur de tennis en fauteuil roulant français. Médaillé de bronze en simple et d'argent en double aux Jeux d'Athènes 2004, champion olympique en double aux Jeux de Pékin 2008 et Médaillé de bronze en double aux Jeux de Londres 2012.
  - David Roumieu, joueur de rugby à XV français.
  - Radoslav Zidek, snowboardeur slovaque. Médaillé d'argent du cross aux Jeux de Turin 2006.
- 1982 :
  - Charline Labonté, hockeyeuse sur glace canadienne. Championne olympique aux Jeux de Turin 2006, aux Jeux de Vancouver 2010 puis aux Jeux de Sotchi 2014. Championne du monde de hockey sur glace 2007 et 2012.
  - Kirsten Wild, cycliste sur piste et sur route néerlandaise. Championne du monde de cyclisme sur piste du scratch 2015 puis championne du monde de cyclisme sur piste de la course aux points, du scratch et de l'omnium 2018. Victorieuse du Tour de Pologne 2007, des Tours du Qatar 2009, 2010, 2013 et 2014, l'Open de Suède Vårgårda 2010, des Tours de l'île de Chongming 2014 et 2015, du Tour de Yorkshire 2016 puis de la RideLondon-Classique 2016.
- 1983 :
  - Simona Podesova, basketteuse tchèque. (8 sélections en équipe nationale).
  - Bruno Senna, pilote de F1 italo-brésilien.
- 1985 :
  - Arron Afflalo, basketteur américain.
- 1986 :
  - Paul Harris, basketteur américain.
  - Carlo Janka, skieur alpin suisse. Champion olympique du slalom géant aux Jeux de Vancouver 2010. Champion du monde de ski alpin du slalom géant 2009.
  - Marcel de Jong, footballeur canado-néerlandais. (56 sélections avec l'équipe du Canada).
  - Nolito, footballeur espagnol. (16 sélections en équipe nationale).
- 1987 :
  - Adrien Mattenet, pongiste français.
- 1988 :
  - Joachim Gérard, joueur de tennis handisport belge. Médaillé de bronze du simple aux Jeux de Rio 2016. Vainqueur de l'Open d'Australie 2021.
  - Dominique Jones, basketteur américain.
  - Imane Merga, athlète de fond éthiopien. Champion du monde de cross-country en individuel 2011 et par équipes 2013.
  - Mesut Özil, footballeur turco-allemand. Champion du monde de football 2014. (92 sélections avec l'équipe d'Allemagne).
- 1989 :
  - Yancy Gates, basketteur américain.
  - Vincent Le Goff, footballeur français.
  - Adam Waczyński, basketteur polonais. (40 sélections en équipe nationale).
- 1991 :
  - Brock Nelson, hockeyeur sur glace américain.
  - Hamish Watson, joueur de rugby à XV et à sept écossais. (27 sélections avec l'équipe nationale de rugby à XV et 21 avec celle de rugby à sept).
- 1994 :
  - Jordann Perret, hockeyeur sur glace français.
- 1995 :
  - Jakob Pöltl, basketteur autrichien.
- 1997 :
  - Perle Morroni, footballeuse française. Championne d'Europe féminine de football des moins de 19 ans. Victorieuse de la Ligue des champions féminine 2022. (11 sélections en équipe de France).
  - Jarl Magnus Riiber, skieur de combiné nordique norvégien. Médaillé d'argent par équipes aux jeux de Pyeongchang 2018. Champion du monde de combiné nordique du petit tremplin en individuel et par équipes 2019.
  - Song Bum-keun, footballeur sud-coréen.
- 1999 :
  - Alexei Sancov, nageur moldave.
  - Ben Woodburn, footballeur gallois. (10 sélections en équipe du pays de Galles).

### XXIesiècle
- 2002 :
  - Veldin Hodža, footballeur croate.

## Décès

### XIXesiècle
- 1852 :
  - Friedrich Ludwig Jahn, 74 ans, éducateur allemand. Promoteur de la gymnastique. († 11 août 1778).

### XXesièclede1901à1950
- 1926 :
  - Ferdy Aston, 55 ans, joueur de rugby à XV anglo-sud-africain. (4 sélections avec l'équipe d'Afrique du Sud). (° 18 septembre 1871).

### XXesièclede1951à2000
- 1956 :
  - Jules Rimet, 83 ans, dirigeant de football français. Président de la FFF de 1919 à 1947 puis président de la FIFA de 1920 à 1954. Créateur du championnat du monde de football. (° 14 octobre 1873).
- 1965 :
  - Adrien Filez, 80 ans, footballeur français. (5 sélections en équipe de France). (° 27 août 1885).
- 1973 :
  - Eduardo Dibós Chappuis, 46 ans, pilote de course automobile puis homme politique péruvien. Maire de Lima de 1970 à 1973. (° 22 juin 1927).

### XXIesiècle
- 2003 :
  - Yves Ravaleu, 58 ans, cycliste sur route français. (° 25 septembre 1945).
- 2005 :
  - Jason Collier, 28 ans, basketteur américain. (° 8 septembre 1977).
- 2007 :
  - Vito Taccone, 67 ans, cycliste sur route italien. Vainqueur du Tour de Lombardie 1961. (° 6 mai 1940).
- 2013 :
  - Sean Edwards, 26 ans, pilote de courses automobile britannique (° 6 décembre 1986).
  - Bruno Metsu, 59 ans, footballeur puis entraîneur français. Vainqueur de la Ligue des champions de l'AFC 2003. Sélectionneur de l'équipe de Guinée en 2000, de l'équipe du Sénégal de 2000 à 2002, de l'équipe des Émirats arabes unis de 2006 à 2008 et de l'équipe du Qatar de 2008 à 2011. (° 28 janvier 1954).
- 2019 :
  - Andrew Cowan, 82 ans, pilote de rallyes automobile et de rallyes-cross écossais. (° 13 décembre 1936).